# Mr. Bean
Mr. Bean je britský televizní seriál z let 1990 až 1995. Nepravidelně vysílaný sitcom čítá 15 dílů, titulní roli nešiky ztvárnil komik Rowan Atkinson.
V seriálu se příliš nemluví, komické jsou spíše situace. Mr. Bean je smolař, chovající se extrémně přitrouble, kterému nic nevyjde tak, jak si naplánuje a jak si představuje. Jezdí žlutozeleným Mini, bytostně nesnáší tříkolky Reliant Regal a má plyšového medvídka Teddyho. Několikrát se dokonce schází se svou milou, kterou vždy zklame.
Díky úspěchu seriálu byly natočeny i dva celovečerní filmy (Mr. Bean: Největší filmová katastrofa a Prázdniny pana Beana) a animovaný seriál Mr. Bean: Animované příběhy.
Kromě toho se Mr. Bean objevil v několika speciálech a samostatných scénkách, v televizních rozhovorech, reklamách a videoklipech.

## Postavy a opakující se rekvizity

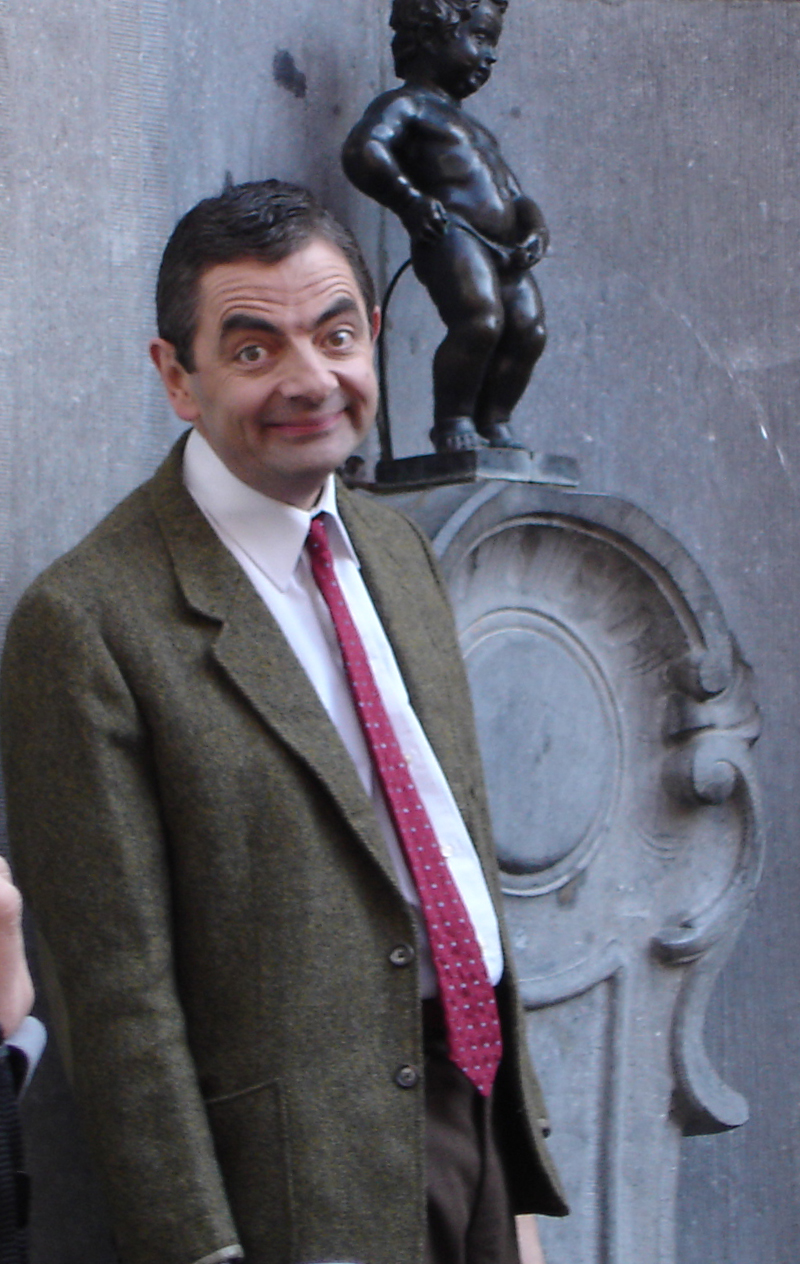
hlavní postava Mr. Bean

Mr. Bean – Hlavní hrdina seriálu (hraje ho Rowan Atkinson) je dětinský kašpar, který vymýšlí různá neobvyklá řešení pro každodenní problémy. Žije v bytě sám. Jeho oblečení se skládá obvykle z tvídového saka a tenké červené kravaty. Pan Bean málokdy promluví a pokud ano, zamumlá pouze pár slov komicky nízkým hlasem. Jeho křestní jméno je neznámé, představuje se pouze jako Bean. Ani jeho zaměstnání neznáme. Až filmová adaptace odhalila, že pracuje jako hlídač v londýnské Národní galerii a v pasu má jako křestní jméno vyplněno „Mr.“.
Zdá se, že pan Bean neví, jak okolní svět funguje. V seriálu se běžně pokouší vyřešit každodenní jednoduché činnosti neuvěřitelně složitým způsobem (návštěva bazénu, zapojení televizoru, výzdoba bytu, návštěva kostela). Humorné situace nastávají právě při jeho originálním přístupu, při kterém nehledí na ostatní, často je také malicherný a někdy až zlomyslný. Další humor plyne z toho, že je to smolař a nešika, i když vynalézavý.
Irma Gobbová – Přítelkyně pana Beana se objevuje ve třech dílech (hraje ji Matilda Zieglerová). Pan Bean se k ní nechová příliš ohleduplně, je to pro něj spíš kamarádka než milostná záležitost. Nicméně Bean žárlí, když s ní tancuje jiný muž na diskotéce. Irma zjevně očekává, že ji Bean o Vánocích požádá o ruku. Když Bean nepochopí náznak a navíc všelijak oslavu Vánoc pokazí, opouští Irma Beana nadobro. Stejná herečka ztvárnila v seriálu i jiné nesouvisející role (servírka, matka, policistka).
Teddy – Beanův medvídek a zjevně i nejlepší přítel. Teddy je malý hnědý pletený medvídek, pan Bean se k němu ale chová jako by byl živý (například když ho uspává pomocí hypnózy). Bean také kupuje medvídkovi dárky. Umí se k medvídkovi ale chovat i ošklivě, například když mu nešťastně usekne hlavu nebo když ho použije jako náhradní štětec k vymalování pokoje. Pan Bean zřejmě považuje Teddyho i za domácího mazlíčka, protože s ním závodí na dětské psí soutěži. Během seriálu se Teddyho podoba několikrát změnila.
Mini – Beanovým vozidlem je žlutozelené British Leyland Mini 1000 Mark 4 ročník 1977 s černou kapotou a espézetkou SLW 287R. Centrem děje se stalo například, když se v něm Bean převlékal během řízení, nebo když ho řídil z křesla přivázaného na střeše. Bean si auto zamyká na visací zámek s petlicí. Po zaparkování si s sebou taky někdy bere volant, což se jako bezpečnostní opatření proti zlodějům v jedné z epizod osvědčilo. I když v jednom dílu rozdrtí Beanovo auto tank, v dalších dílech se objeví opět stejné auto se stejnou SPZ.
Reliant – Už od prvního dílu se pan Bean přetahuje s řidičem světlemodrého automobilu Reliant Regal Supervan III ročník 1972 (státní poznávací značky GRA 26K). Řidiče vozu nikdy nevidíme. Pan Bean svým Mini buď převrhne protivníkovo auto na bok, nebo ho vystrčí z parkovacího místa a vůbec nehledí na následky. V dílu Odpal, pane Beane pan Bean stopuje na silnici a Reliant mu zastaví. Jenže Bean dělá jakože nic a stopuje dál.

## Úvodní a závěrečná znělka
Úvodní znělka seriálu začíná kuželem světla dopadajícím z nebe na chodník před londýnskou katedrálou svatého Pavla. Z nebe pak spadne pan Bean, který se oklepe a odchází ze záběru. Scéna je doprovázena zpěvem dětského církevního sboru. Latinský text skladby, k níž hudbu napsal Howard Goodall, zní Ecce homo qui est faba (česky Pohleďte na člověka, který je fazole). Původně se tato znělka objevovala až od 2. dílu a navíc byla v druhém a třetím díle doprovázena černobílými záběry Beana padajícího z nebe, nicméně remasterovaná edice seriálu úvodní sekvenci sjednocuje.
Výjimečně existuje i závěrečná znělka, při níž Beana vcucne kužel světla opět na nebe. Většinou ale zní závěrečná znělka přes závěrečné titulky. Melodie je stejná jako u úvodní znělky, latinský text se liší – Vale homo qui est faba (česky Sbohem člověku, který je fazole).

## Seznam dílů
Čtrnáctý díl „Účes od pana Beana z Londýna“ byl vydán 15. listopadu 1995 výhradně na VHS a nebyl vysílán v televizi. V britské televizi byl poprvé uveden 13. srpna 2006.
Seriál byl v Česku uváděn výhradně v původním znění s titulky, v seriálu se stejně moc nemluví. Mezi různými uvedeními existují rozdíly v překladu dialogů i v názvech dílů. Poslední 15. díl v českých televizích uveden nebyl, jedná se o střihový pořad s dotočenými propojovacími scénami (pan Bean nachází na půdě různé předměty, které mu připomenou dřívější příhody a dobrodružství).
| Č. v seriálu | Původní název                                                      | Český název | Režie                      | Scénář                                                     | Premiéra ve VB                               | Premiéra v ČR                                        |
| ------------ | ------------------------------------------------------------------ | --- | -------------------------- | ---------------------------------------------------------- | -------------------------------------------- | ---------------------------------------------------- |
| 1            | Mr. Bean                                                           | Pan Bean (DVD remaster) Mr. Bean (DVD, ČT, Nova)                                                                               | John Howard Davies         | Ben Elton, Richard Curtis a Rowan Atkinson                 | 1. ledna 1990                                | 31. prosince 1990                                    |
| 2            | The Return of Mr. Bean                                             | Návrat pana Beana (DVD remaster, DVD, ČT) Návrat Mr. Beana (ČT) Pan Bean se vrací (Nova)                                       | John Howard Davies         | Richard Curtis, Robin Driscoll a Rowan Atkinson            | 5. listopadu 1990                            | 31. prosince 1991                                    |
| 3            | The Curse of Mr. Bean                                              | Prokletí pana Beana (DVD remaster) Trampoty pana Beana (DVD, ČT) Utrpení pana Beana (Nova)                                     | John Howard Davies         | Richard Curtis, Robin Driscoll a Rowan Atkinson            | 30. prosince 1990                            | 31. prosince 1991                                    |
| 4            | Mr. Bean Goes to Town                                              | Pan Bean jde do města (DVD remaster, DVD, Nova) Mr. Bean jde do města (ČT)                                                     | Paul Weiland a John Birkin | Richard Curtis, Robin Driscoll a Rowan Atkinson            | 15. října 1991                               | 31. prosince 1992 (slovensky) 21. října 1995 (česky) |
| 5            | The Trouble with Mr. Bean                                          | Trable pana Beana (DVD remaster, Nova) Starosti s panem Beanem (DVD) Starosti Mr. Beana (ČT)                                   | Paul Weiland a John Birkin | Richard Curtis, Robin Driscoll a Rowan Atkinson            | 1. ledna 1992                                | 8. dubna 1995                                        |
| 6            | Mr. Bean Rides Again                                               | Pan Bean znovu jede (DVD remaster) Pan Bean opět jezdí (DVD, ČT)                                                               | Paul Weiland a John Birkin | Richard Curtis, Robin Driscoll a Rowan Atkinson            | 17. února 1992                               | 19. prosince 1992 (slovensky) 21. října 1995 (česky) |
| 7            | Merry Christmas Mr. Bean                                           | Veselé Vánoce, pane Beane | John Birkin                | Richard Curtis, Robin Driscoll a Rowan Atkinson            | 29. prosince 1992                            | 23. prosince 1995                                    |
| 8            | Mr. Bean in Room 426                                               | Pan Bean v pokoji 426 (DVD remaster, DVD, ČT) Pan Bean v pokoji č. 426 (Nova)                                                  | Paul Weiland               | Robin Driscoll a Rowan Atkinson                            | 17. února 1993                               | 11. února 1995                                       |
| 9            | Do-It-Yourself Mr. Bean                                            | Udělej si sám, pane Beane (DVD remaster, Nova) Udělejte to sám, pane Beane (DVD, ČT)                                           | John Birkin                | Robin Driscoll a Rowan Atkinson                            | 10. ledna 1994                               | 25. března 1995                                      |
| 10           | Mind the Baby, Mr. Bean                                            | Pozor na dítě, pane Beane | Paul Weiland               | Robin Driscoll a Rowan Atkinson                            | 25. dubna 1994                               | 1. července 1995                                     |
| 11           | Back to School Mr. Bean                                            | Zpátky do školy, pane Beane | John Birkin                | Robin Driscoll a Rowan Atkinson                            | 26. října 1994                               | 14. ledna 1995                                       |
| 12           | Tee Off, Mr. Bean                                                  | Odpal, pane Beane | John Birkin                | Robin Driscoll a Rowan Atkinson                            | 20. září 1995                                | 12. června 1996                                      |
| 13           | Goodnight Mr. Bean                                                 | Dobrou noc, pane Beane | John Birkin                | Robin Driscoll a Rowan Atkinson                            | 31. října 1995                               | 23. listopadu 1996                                   |
| 14           | Hair by Mr. Bean of London                                         | Účes od pana Beana z Londýna (DVD remaster) Vlasy od pana Beana (DVD) Mr. Bean (ČT) Kadeřnický salón pana Beana, Londýn (Nova) | John Birkin                | Robin Driscoll a Rowan Atkinson                            | 15. listopadu 1995 (VHS) 13. srpna 2006 (TV) | 31. prosince 2000                                    |
| 15           | The Best Bits of Mr. Bean (72 min.) The Best of Mr. Bean (52 min.) | Nejlepší kousky pana Beana (DVD remaster, 52 min.) Nejlepší kousky / To nejlepší... (DVD, 72 min.)                             | John Howard Davies         | Rowan Atkinson, Richard Curtis, Robin Driscoll a Ben Elton | 15. prosince 1995                            | nebylo vysíláno                                      |

## Speciály
| Č. v seriálu | Původní název                                              | Český název                                                             | Režie              | Premiéra ve VB    | Poznámka                                                         |
| ------------ | ---------------------------------------------------------- | ----------------------------------------------------------------------- | ------------------ | ----------------- | ---------------------------------------------------------------- |
| —            | The Library                                                | Knihovna                                                                | François Reczulski | 5. dubna 1990     | samostatná scénka na VHS a DVD                                   |
| —            | The Bus Stop                                               | Autobusová zastávka (DVD remaster) Autobusová zastávka / Zastávka (DVD) | Olivier Jean-Marie | 15. května 1991   | samostatná scénka na VHS a DVD, vystřižená scéna z 4. dílu       |
| —            | The Story of Bean                                          | Beanův příběh (DVD remaster) Příběh pana Beana (DVD)                    | Rupert Edwards     | 31. července 1997 | dokument                                                         |
| —            | Mr. Bean's 25th Anniversary: Mr Bean Drives His Car Again! | —                                                                       |                    | 5. září 2015      | scénka oslavující 25 let pana Beana, uveřejněno pouze na YouTube |

## Skeče Comic Relief
Scénky vzniklé při příležitosti charitativní akce Comic Relief
| Č. v seriálu | Původní název           | Premiéra ve VB  |
| ------------ | ----------------------- | --------------- |
| —            | Mr. Bean's Red Nose Day | 15. března 1991 |
| —            | Blind Date              | 12. března 1993 |
| —            | Torvill & Bean          | 17. března 1995 |
| —            | Mr. Bean's Wedding      | 16. března 2007 |
| —            | Mr. Bean: Funeral       | 13. března 2015 |

## Vydání na VHS a DVD

### VHS
- Bean 1: Úžasná dobrodružství pana Beana (The Amazing Adventures Of Mr. Bean) – obsahuje díly 1 a 2 a bonus Knihovna
- Bean 2: Vzrušující kousky pana Beana (The Exciting Escapades of Mr. Bean) – obsahuje díly 3 a 4 a bonus Autobusová zastávka
- Bean 3: Příšerné příběhy pana Beana (The Terrible Tales Of Mr. Bean) – obsahuje díly 5 a 6
- Bean 4: Šťastné nehody pana Beana (The Merry Mishaps of Mr. Bean) – obsahuje díly 7 a 8
- Bean 5: Nebezpečné honičky pana Beana (The Perilous Persuits of Mr. Bean) – obsahuje díly 9 a 10
- Bean 6: Neviděný Bean (Unseen Bean) – obsahuje díly 14 a 11
- Bean 7: Poslední žerty pana Beana (The Final Frolics of Mr. Bean) – obsahuje díly 12 a 13
- v Česku nevyšlo Bean 8: The Best Bits of Mr. Bean – obsahuje díl 15 (72 min.)

### DVD
- Mr. Bean 1 – obsahuje díly 1, 3, 10, 13 a 15 (72 min.)
- Mr. Bean 2 – obsahuje díly 4, 6, 8, 9, 14 a dokument Příběh pana Beana
- Mr. Bean 3 – obsahuje díly 2, 5, 7, 11, 12 a bonusy Autobusová zastávka / Zastávka, Knihovna

### DVD remasterovaná verze
- Mr. Bean 1 (digitálně remasterovaná edice) – obsahuje díly 1 až 5
- Mr. Bean 2 (digitálně remasterovaná edice) – obsahuje díly 6 až 10
- Mr. Bean 3 (digitálně remasterovaná edice) – obsahuje díly 11 až 14 a bonusy Knihovna, Autobusová zastávka
- Mr. Bean 4 (digitálně remasterovaná edice) – obsahuje díl 15 (52 min.) a dokument Beanův příběh

## Filmové adaptace
- Mr. Bean: Největší filmová katastrofa – Mr. Bean pracuje v Britské národní galerii jako hlídač, kde ho nikdo nemá rád. Ředitel Beana pošle do Ameriky vydávaje ho za nejlepšího znalce obrazů, aby se ho zbavil. Zde má Bean odhalit olejomalbu Whistlerova matka. V Americe se Bean seznámí s kurátorem, který ho u sebe ubytuje. Jeho rodina ho ale taky nemá příliš v lásce. Bean jde do své nové práce a slavný obraz ihned nedopatřením zničí dva dny před slavnostním odhalením. A tak musí vše vyřešit a dosti originálním způsobem.
- Prázdniny pana Beana – Mr. Bean vyhraje zájezd do Francie. Sbalí si kufry a hned se vydává na cestu, avšak nebyl by to on, kdyby se vše nezvrtlo. Nedopatřením totiž oddělí stovky kilometrů daleko od sebe rodiče a syna a je tak pouze na něm, aby vše dal do pořádku.

## Animovaný seriál
Poté, co se Rowan Atkinson rozhodl skončit s rolí Mr. Beana, se tvůrci dohodli na natočení animovaného seriálu Mr. Bean: Animované příběhy. Vysílán byl v letech 2002–2004 (tři řady, 52 dílů), další pokračování byla vysíláno v letech 2015–2019 (dvě řady, 78 dílů).